# Tetragonoderus pallidus
Tetragonoderus pallidus är en skalbaggsart som beskrevs av Horn. Tetragonoderus pallidus ingår i släktet Tetragonoderus och familjen jordlöpare. Inga underarter finns listade i Catalogue of Life.